# Alexander Scholz
Alexander Scholz (* 24. Oktober 1992 in Esbjerg) ist ein dänischer Fußballspieler.

## Kindheit und Jugend
Scholz, Sohn aus Flensburg stammender deutscher Eltern, lebte bis zu seinem fünften Lebensjahr in Esbjerg, ehe er nach Daugård bei Vejle zog.
Sein Vater Kent Scholz war auch Fußballspieler und spielte unter anderem bei Esbjerg fB und bei Vejle BK. Alexander war bis Anfang der 2010er-Jahre deutscher Staatsbürger, besitzt heute allerdings ausschließlich die dänische Staatsbürgerschaft.

## Karriere

### Verein

#### Aufstieg zum Profi
Scholz begann mit dem Fußballspielen in der Jugend von Esbjerg fB. Nach dem Wechsel seines Vaters zu Vejle BK ging er zu Hedensted IF und später in die Jugend von Vejle BK. Seit dem Sommer 2010 gehörte er dem ersten Kader an und gab sein Debüt am 20. Juni 2010 bei der 0:1-Niederlage am 30. Spieltag gegen Lyngby BK unter Trainer Mats Gren in der Anfangsformation. Am Ende der Spielzeit 2009/10 stand der Abstieg aus der Superliga. Gegen Ende der nächsten Spielzeit, in der Vejle BK ab März 2011 nach der Fusion mit Kolding FC zeitweise als Vejle Boldklub Kolding angetreten war, wurde er Stammspieler und kam in insgesamt 16 Partien zum Einsatz. Mit Vejle BK stieg Scholz direkt wieder in die Superliga auf. Er unterbrach daraufhin seine Karriere als Fußballer, pilgerte auf der Pilgerroute nach Santiago de Compostela und wanderte im Himalaya.

#### Comeback im Profifußball und Jahre in Belgien
Im Februar 2012 unterschrieb er einen Vertrag in Island bei UMF Stjarnan Gardabær und absolvierte dieser Spielzeit 21 Spiele bei fünf erzielten Toren. Anfang 2013 wechselte er in die belgische Pro League zu Sporting Lokeren. Am 19. Januar 2013 absolvierte er sein Debüt beim 6:2-Sieg bei Oud-Heverlee Löwen in der Anfangsformation; er erzielte hierbei in der 80. Minute den Treffer zum 4:2 und kam bis zum Ende der regulären Saison in allen sieben Partien über 90 Minuten zum Einsatz. In den Meisterschafts-Play-offs wurde Scholz mit dem Verein Letzter. In der Saison 2013/14 qualifizierte er sich mit der Mannschaft erneut für die Meisterschafts-Play-offs und belegte den vorletzten Tabellenplatz. Er gewann mit dem Klub den belgischen Pokal; im Endspiel gegen den SV Zulte Waregem erzielte er den Siegtreffer zum 1:0. Als Pokalsieger spielte der Club in den Play-offs zur Europa League und qualifizierte sich schließlich für die Europa League 2014/15. In der Europa League kam Scholz in allen sechs Gruppenspielen zum Einsatz und schied mit Sporting Lokeren nach der Gruppenphase aus.
Im Januar 2015 wechselte Scholz zu Standard Lüttich. Er erhielt einen bis Juni 2018 laufenden Vertrag. Am 25. Januar 2015 kam er beim 2:0-Sieg am 23. Spieltag gegen den RSC Anderlecht zu seinem Einstand für die Lütticher, mit denen er nach Meisterschaftsrunde und Play-off-Runde Vierter wurde. In der Saison 2015/16 kam Scholz zu 15 Einsätzen und belegte den siebten Platz; in den Play-offs spielte er, auch verletzungsbedingt, nicht. Er gewann den nationalen Pokalwettbewerb mit einem 2:1-Sieg im Endspiel gegen den FC Brügge. In der dritten Qualifikationsrunde zur UEFA Europa League besiegte er mit der Mannschaft Zeljeznicar Sarajevo und schied in den Play-offs gegen Molde FK aus. In der Saison 2016/17 spielte er mit Standard Lüttich in der Gruppenphase der Europa League und kam in allen sechs Partien zum Einsatz. In der Liga belegte er mit dem Team den vierten Platz. In der Hinrunde der folgenden Saison spielte Scholz für die Lütticher in elf Partien in der Liga und in zwei Spielen im belgischen Pokal.
Im Januar 2018 schloss sich Scholz dem FC Brügge an. Am 4. Februar 2018 gab er beim 3:3 am 25. Spieltag im Spiel gegen den RSC Charleroi sein Debüt für den FC Brügge und wurde im Sommer mit dem Verein belgischer Meister. Dabei war er zu lediglich sechs Einsätzen gekommen.

#### Rückkehr nach Dänemark
Der Vertrag von Alexander Scholz in Belgien wäre ursprünglich bis 2021 gelaufen. Im Sommer 2018 wurde aber ein Wechsel zum dänischen FC Midtjylland vereinbart; Scholz erhielt einen Fünfjahresvertrag. In seiner ersten Saison war er auf Anhieb Stammspieler und gewann mit seinem Team den nationalen Pokal durch einen 5:4-Erfolg im Finale nach Elfmeterschießen gegen Brøndby IF. In der Saison 2019/20 wurde er mit dem FC Midtjylland sogar dänischer Fußballmeister.
Nach einer weiteren Saison, in der Midtjylland die Titelverteidigung nur um einen Punkt verpasste, wechselte Alexander Scholz im Sommer nach Japan zum Erstligisten Urawa Reds. Am 19. Dezember 2021 stand er mit dem Klub im Endspiel des Kaiserpokals, dass man mit 2:1 gegen Ōita Trinita gewann. 2022 gewann er mit den Urawa Red Diamonds den japanischen Supercup. Das Spiel gegen den Meister von 2021, Kawasaki Frontale, gewann man durch zwei Tore von Ataru Esaka mit 2:0. Am 4. November 2023 stand er mit den Urawa Reds im Finale des Ligapokals. Hier verlor man gegen den Erstligisten Avispa Fukuoka mit 2:1. Nach 94 Ligaspielen wechselte er im Sommer 2024 nach Katar. Hier schloss er sich dem 	Erstligisten al-Wakrah SC an. 

### Nationalmannschaft
Von 2010 bis 2011 spielte Scholz viermal für die dänische U-19-Nationalmannschaft.
Von Mai 2014 bis Juni 2015 spielte er in 14 Partien der dänischen U-21-Nationalmannschaft. Er qualifizierte sich mit der Mannschaft für die U-21-Europameisterschaft 2015 und wurde von Trainer Jess Thorup in den Kader für das Turnier nominiert. Inzwischen war er von Morten Olsen in die dänische A-Nationalmannschaft eingeladen, aber nicht eingesetzt worden. Bei der U-21-EM im Juni 2015 schied Scholz mit der dänischen U-21 im Halbfinale gegen späteren Turniersieger, die schwedische Auswahl, aus. Scholz war in allen vier Partien im Turnier zum Einsatz gekommen. Fünf Jahre später, im November 2020, wurde er von Kasper Hjulmand, der inzwischen Nationaltrainer war, erneut für die A-Nationalmannschaft nominiert, als er nachnominiert wurde verpasste allerdings das Freundschaftsspiel gegen Schweden allerdings wegen einer Isolation, die wegen der COVID-19-Pandemie notwendig geworden war. Für das Spiel in der UEFA Nations League 2020/21 in Kopenhagen gegen Island gehört Alexander Scholz wieder zum Kader.

## Erfolge

### Verein
- Belgischer Pokalsieger: 2014, 2016
- Belgischer Meister: 2018
- Dänischer Pokalsieger: 2019
- Dänischer Meister: 2020
- Japanischer Pokalsieger: 2021
- Japanischer Supercup-Sieger: 2022
- Japanischer Ligapokalfinalist: 2023

### Nationalmannschaft
- U-21-Fußball-Europameisterschaft: Halbfinale 2015